# Васьково (Понизовское сельское поселение)
Ва́ськово — деревня в Торопецком районе Тверской области. Входит в состав Понизовского сельского поселения.

## География

### Расположение
Деревня расположена в 15 км (по автодороге — 32 км) к северо-востоку от районного центра Торопец. В 500 метрах к северу от деревни проходит железная дорога Бологое — Великие Луки — Полоцк.

### Климат
Деревня, как и весь район, относится к умеренному поясу северного полушария и находится в области переходного климата от океанического к материковому. Лето с температурным режимом +15…+20 °С (днём +20…+25 °С), зима умеренно-морозная −10…−15 °С; при вторжении арктического воздуха до −30…-40 °С.
Среднегодовая скорость ветра 3,5—4,2 метра в секунду.

### Часовой пояс
Деревня Васьково, как и вся Тверская область находится в часовой зоне МСК (московское время). Смещение применяемого времени относительно UTC составляет +3:00.

## Население
| 2010 |
| ---- |
| 0    |